# Vas
Vas là một đô thị ở tỉnh Belluno trong vùng Veneto, có vị trí cách khoảng 60 km về phía tây bắc của Venice và khoảng 30 km về phía tây nam của Belluno. Tại thời điểm ngày 31 tháng 12 năm 2004, đô thị này có dân số 909 và diện tích 17,8 km².
Đô thị Vas có các frazioni (các đơn vị trực thuộc, chủ yếu là thôn làng) Marziai and Caorera.
Vas giáp các đô thị: Feltre, Lentiai, Quero, Segusino, Valdobbiadene.